# Sant Feliu de Guíxols
Sant Feliu de Guíxols (em catalão e oficialmente) ou San Felíu de Guixols (em castelhano) é um município da Espanha na comarca de Baix Empordà, província de Girona, comunidade autónoma da Catalunha. Tem 15,92 km² de área e em 2021 tinha 22 210 habitantes (densidade: 1 395,1 hab./km²).

## Demografia
| Variação demográfica do município entre 1991 e 2004 | Variação demográfica do município entre 1991 e 2004 | Variação demográfica do município entre 1991 e 2004 | Variação demográfica do município entre 1991 e 2004 |
| --------------------------------------------------- | --------------------------------------------------- | --------------------------------------------------- | --------------------------------------------------- |
| 1991                                                | 1996                                                | 2001                                                | 2004                                                |
| 16051                                               | 17779                                               | 17994                                               | 19693                                               |